# 斯塔夫罗波洛夫卡
斯塔夫罗波洛夫卡（俄语：Ставрополовка）是吉尔吉斯斯坦楚河州下辖的一个村，始建于1912年。根据2009年吉尔吉斯共和国人口普查，全村人口为1006人。